# 3,4-Dimethylpyrazolphosphat
3,4-Dimethylpyrazolphosphat oder DMPP ist eine organische chemische Verbindung, die zu den Heterocyclen (Pyrazol-Derivaten) zählt. DMPP ist ein Nitrifikationshemmer, der bereits in geringen Mengen als Zusatz in Düngern die Nitrifikation von Ammoniak bzw. Ammoniumionen (NH4+) zu Nitrat (NO3−) im Boden hemmt.

## Herstellung
Zur Synthese des 3,4-Dimethylpyrazols wird 2-Butanon (Methylethylketon, MEK) mit Ameisensäuremethylester (Methylformiat) unter basischen Bedingungen in einer Claisen-Kondensation zunächst zum entsprechenden Ketoaldehyd 2-Methyl-3-oxobutanal umgesetzt, das als Natrium-Enolat vorliegt. Gleichzeitig fällt auch in einer Nebenreaktion der isomere 3-Oxopentanal an.
Anschließend wird unter neutralen Bedingungen mit Hydrazin das 3,4-Dimethylpyrazol (DMP) als Hauptprodukt und 3-Ethylpyrazol (3-EP) als Nebenprodukt im Verhältnis 92:8 DMP/3-EP gebildet.
Zur Reinigung und besseren Handhabung als kristalline Substanz wird das Roh-DMP in Isopropanol als Lösungsmittel mit ortho-Phosphorsäure zum Säure-Additionssalz 3,4-Dimethylpyrazolphosphat DMPP umgesetzt, das nur noch ein DMP/3-EP-Verhältnis von 99:1 aufweist.
Die Claisen-Reaktion verläuft in 30%igem Natriummethanolat bei Temperaturen unter 30 °C zum enolisierten Ketoaldehyd, der in stark exothermer Reaktion mit Hydrazinhydrat unter kontrollierter Temperatur- und pH-Führung mit Ausbeuten von ca. 75 % der theoretisch möglichen zum 3,4-Dimethylpyrazol als Hauptprodukt reagiert.
Die Reinigung des DMP über Bildung des Phosphatsalzes in Isopropanol liefert die besten Ausbeuten (ca. 75 % der Theorie) und führt zu einer Gesamtausbeute von ca. 56 %.

## Eigenschaften
3,4-Dimethylpyrazolphosphat ist eine weiße bis leicht bräunliche, wasseranziehende, kristalline Substanz, die sich in polaren Lösungsmitteln, wie Wasser oder Methanol, auflöst.

## Anwendungen
3,4-Dimethylpyrazolphosphat wird als Nitrifikationshemmer flüssigen, suspendierten und festen Düngern auf mineralischer (z. B. Kalkammonsalpeter, Calciumammoniumnitrat CAN) und organischer (z. B. Gülle) Basis zugesetzt. Nitrifikationshemmer wie DMPP (oder Dicyandiamid) hemmen den ersten und geschwindigkeitsbestimmenden Schritt des Nitrifikationprozesses, die Oxidation von Ammoniumionen (NH4+) zu Nitritionen (NO2−) durch Inhibierung des Enzyms Ammoniummonooxigenase AMO in Bodenbakterien der Gattung Nitrosomonas.
Dadurch steht den Pflanzen mehr Ammonium-N zur Aufnahme zur Verfügung und Nachteile der Pflanzendüngung, wie Nitratauswaschung in Gewässer und Distickstoffmonoxid-Emissionen in die Atmosphäre werden verringert.
Gegenüber Dicyandiamid wird bei DMPP nur ein Zehntel der Konzentration benötigt.

## Zulassung
DMPP ist seit 2001 in Deutschland zugelassen.